# Regioni periferiche del Complesso di Orione

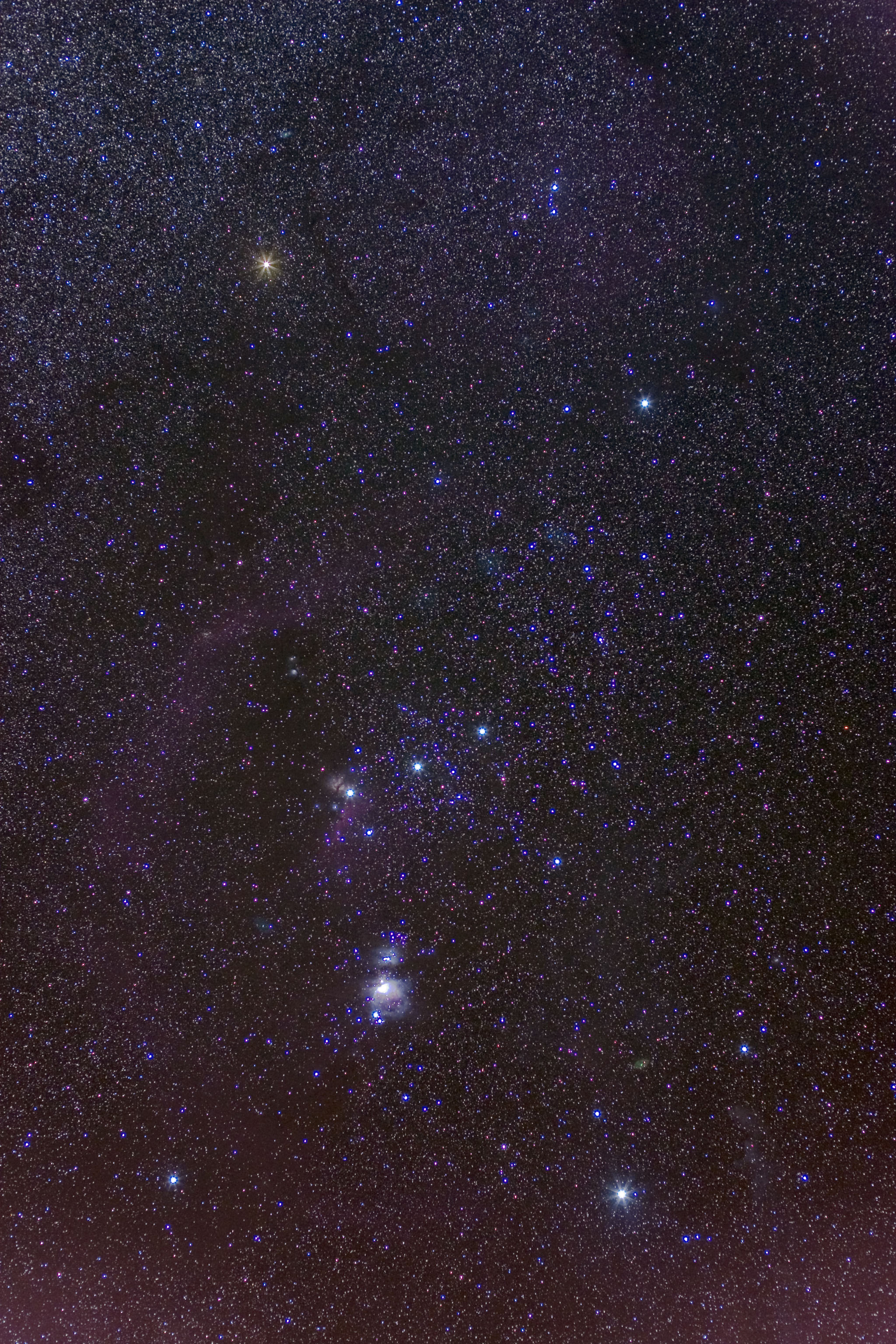
La costellazione di Orione; si intravede sulla sinistra l'arco di gas formato dall'Anello di Barnard e al centro i complessi più luminosi, come la Nebulosa di Orione.

Fra le regioni nebulose periferiche del Complesso di Orione sono incluse tipicamente delle piccole nubi e addensamenti di polvere interstellare situate nei bordi più esterni del grande complesso nebuloso di cui fanno parte; la maggior parte di queste nubi sono situate nella parte occidentale del complesso e sono comprese fra le costellazioni di Orione ed Eridano.
Spesso si mostrano di aspetto "cometario" e allungato, a causa dell'impatto del vento stellare originato dalle stelle più luminose dell'Associazione Orion OB1, e non a caso mostrano una "coda" di gas in dissoluzione in direzione opposta rispetto ad esse; questo tipo di interazione in alcuni casi ha anche favorito i processi di formazione stellare.

## Caratteristiche generali

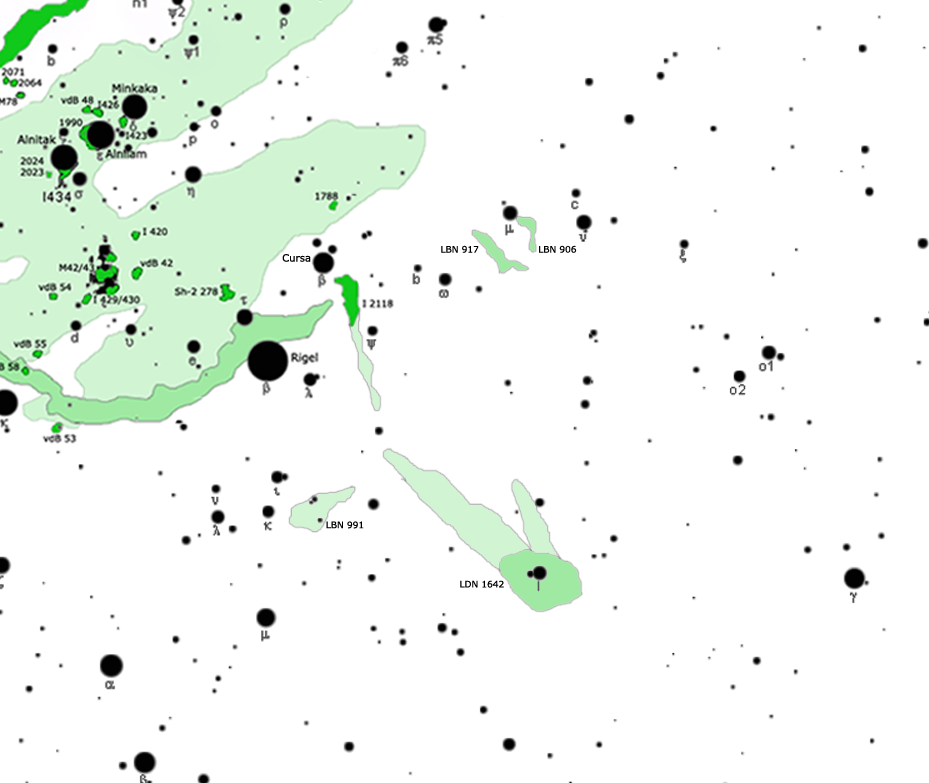
Mappa delle regioni a sudovest della costellazione di Orione.

I piccoli addensamenti di gas e stelle in formazione appartenenti alle porzioni più esterne della regione di Orione sono dispersi su una superficie di oltre 600 gradi quadrati; la gran parte di questi bozzoli è invisibile sia ad occhio nudo sia con piccoli strumenti, mentre si rivela con più facilità nelle immagini a lunga posa, meglio se nella banda degli infrarossi. A modellare questi addensamenti è principalmente la radiazione ultravioletta proveniente dalle stelle massicce e di colore blu, dunque appartenenti alle classi spettrali O e B; quest'azione di modellamento è la causa della caratteristica forma "a cometa" delle nebulose esterne associate alle regioni H II; simili fenomeni erosivi si osservano anche in altre nebulose, come i celebri Pilastri della Creazione all'interno della Nebulosa Aquila. Nelle regioni esterne al grande complesso in Orione sono state catalogate 89 nubi associate a sorgenti infrarosse osservate dall'IRAS, distribuite a nord e a sud dell'equatore celeste e associate ad oggetti di Herbig-Haro.
La distanza di queste nubi periferiche, paragonata con quella media delle nubi centrali del complesso, indica che esse sono protese verso la direzione del sistema solare rispetto al complesso stesso; in particolare, emerge che le nubi visivamente più prossime alle regioni centrali sono anche le più vicine al centro del complesso, mentre i frammenti situati alle alte latitudini galattiche e in interazione con bordo esterno della Bolla di Eridano si trovano più prossime a noi. La nube LDN 1634 ad esempio, con una distanza di 450 parsec, è la più vicina alla nube Orion A e alla celebre Nebulosa di Orione; le nebulose poste sul confine fra Toro ed Eridano, come la Nebulosa Testa di Strega, giacciono a circa 230 parsec, mentre quelle ancora più ad ovest arrivano fino a 150-200 parsec dal Sole.

## Regioni nebulose del bordo occidentale

### LDN 1634

LDN 1643, una tenue nebulosa in Orione che ospita alcuni oggetti stellari giovani.

LDN 1634 è la più prossima alla regione di Orion A, trovandosi a circa 3° da essa; si tratta di una nube oscura di piccole dimensioni, che contiene alcune parti parzialmente illuminate, come LBN 960. Attorno a questa si disperdono altri piccoli frammenti illuminati, come LBN 956 e LBN 957. Esistono due teorie sull'origine della nube: la prima afferma che potrebbe trattarsi di materiale espulso dalla pressione del vento delle stelle giovani e calde dell'associazione Orion OB1, mentre per la seconda si tratterebbe di un residuo della formazione delle stelle dell'associazione.
LDN 1634 contiene al suo interno due dei più noti e studiati oggetti di Herbig-Haro, HH 240 e HH 241: entrambi sono composti da un potente getto molto ben evidente, al punto che gli studi condotti hanno permesso una maggiore comprensione dei meccanismi caratteristici di questa categoria di oggetti; nella banda dell'H2 si rivelano come dei potenti getti bipolari estesi in senso est-ovest che partono dalla sorgente infrarossa catalogata come IRAS 05173-0555, dall'aspetto nebuloso ed allungato e con una forte componente arrossata tipica degli oggetti HH. Le dimensioni totali dei getti arrivano a 6', che a una distanza di 450 pc (1470 al) corrispondono a 0,8 pc (2,6 al); i punti più brillanti sono identificati con le lettere A, B, C e D e i loro spettri sono caratterizzati da forti emissioni nelle linee del Fe II, che diminuisce allontanandosi dalla sorgente del getto, e dell'H2.
Nella nube sono note pure diverse stelle con linee di emissione dell'Hα, in particolare sul lato orientale, dove dunque avrebbe luogo la formazione stellare; almeno tre di queste sono stelle T Tauri e coincidono con altrettante sorgenti IRAS o a raggi X.

### NGC 1788 e dintorni

NGC 1788, la parte illuminata di un piccolo sistema nebuloso sul bordo del Complesso di Orione.

NGC 1788 è una piccola nebulosa a riflessione situata circa 6° ad ovest delle regioni più dense del complesso, al confine fra le costellazioni di Orione ed Eridano e poco a nord della stella Cursa (β Eridani); si tratta di una piccola porzione illuminata di un sistema di gas e polveri noto come LDN 1616 e LDN 1615, esteso per poco meno di un grado e orientato in senso est-ovest, che dista circa 450 pc (1470 al) dal sistema solare. In particolare, la parte illuminata è quella più orientale, in direzione delle stelle del complesso, ed ospita al suo interno la stella HD 293815, una stella blu che la illumina.
Le prove della presenza di fenomeni di formazione stellare sono fornite dalle sorgenti infrarosse individuate nel corso degli anni duemila, che coinciderebbero con delle protostelle di classe 0 (le più giovani), dalla più massiccia delle quali si origina un potente getto; la loro dislocazione nella nebulosa e la loro età suggerisce che questo ciclo di formazione sia stato provocato dall'impatto dell'onda d'urto del vento delle giovani stelle dell'associazione Orion OB1.
Le componenti stellari e protostellari più brillanti della nebulosa a riflessione sono avvolte in piccole nubi che presentano delle emissioni nell'H2; di queste una sarebbe causata dalla forte radiazione ultravioletta della stella centrale, in questo caso la più massiccia, mentre le altre due paiono associate a dei bow shock. Gli ultimi due di fatto sarebbero oggetti HH, e come tali seguono infatti la numerazione assegnata a questo tipo di oggetti: HH 951-A e HH 951-B.
Le stelle di pre-sequenza principale scoperte sono circa una sessantina, fra le quali è compresa la stessa HD 293815, più la stella Ae/Be di Herbig UX Orionis. Quest'ultima in particolare si trova circa 45' ad ovest delle nubi ed è il prototipo di una particolare classe di stelle variabili note come variabili UX Orionis (UXor); si tratta di una stella bianca di classe spettrale A3 con un'età di 2 milioni di anni, che coincide con la sorgente IRAS 05020-0351.

### Nebulosa Testa di Strega

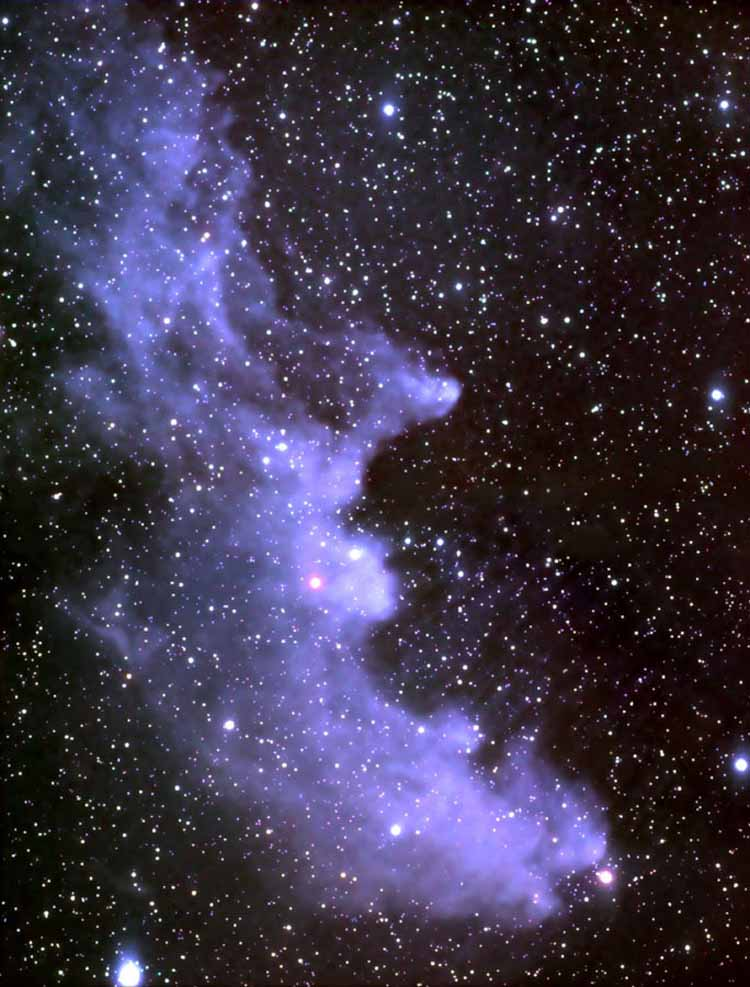
La Nebulosa Testa di Strega, in Eridano, una celebre nebulosa a riflessione. Il nord è in basso.

La Nebulosa Testa di Strega (IC 2118) è una nebulosa a riflessione piuttosto conosciuta situata nella parte nordorientale della costellazione di Eridano, poco a sud di Cursa e circa otto gradi ad ovest di Orion A; la fonte della luce che la nebulosa riflette sarebbe la brillante stella Rigel (β Orionis), situata circa due gradi ad est. La nube disterebbe circa 210 pc (685 al) da noi e contiene alcune regioni più dense e luminose, che in alcuni cataloghi appaiono indicate separatamente, come nei cataloghi di Lynds, che riporta le sottostrutture LBN 968, LBN 959 e LBN 975.
Da un punto di vista evolutivo, questa nebulosa e i banchi di gas ad essa associati sarebbero classificabili come un residuo di una nube molecolare; i fenomeni di formazione stellare sono testimoniati dalla presenza di alcune sorgenti infrarosse, come IRAS 04591-0856 e IRAS 05050-0614, che possiedono delle intensità di flusso all'infrarosso tipiche degli oggetti stellari giovani. Alcune delle sottostrutture della nube mostrano inoltre una forma a cometa con la coda rivolta in direzione opposta alle stelle dell'associazione Orion OB1, indice che i gas della nube sono soggetti all'azione fotoevaporante delle sue stelle più massicce.
La nube contiene cinque stelle T Tauri, di cui tre sono state catalogate anche come sorgenti infrarosse. Tramite uno studio comparativo delle loro tracce evolutive (Hayashi + Henyey), è stata stimata la loro età, che si aggirerebbe sui 2,5 milioni di anni; secondo lo stesso studio, queste stelle sarebbero in relazione fra loro e si sarebbero formate assieme a seguito dell'onda d'urto della pressione di radiazione e del vento delle stelle dell'associazione Orion OB1. A queste si aggiungono altre tre stelle giovani, due delle quali potrebbero avere le caratteristiche delle T Tauri a causa delle forti variazioni del loro spettro; le due candidate coincidono con altrettante sorgenti IRAS. Sempre alla stessa classe appartengono altre quattro stelle sparse nei dintorni della nube, ma che potrebbero essere non fisicamente legate ad essa e mostrarsi nella sua direzione solo per un effetto prospettico.

## Regioni minori e ultraperiferiche
Molte delle nubi più periferiche e remote del Complesso di Orione si estendono alle alte latitudini galattiche, lontane dunque dal piano galattico, e sono visibili prevalentemente nella costellazione di Eridano e sul bordo più occidentale di Orione.

### LDN 1642

La tenue nube LDN 1642, visibile più per i campi stellari che nasconde che per la sua luminosità intrinseca.

LDN 1642 è fra le nubi più conosciute tra quelle poste lontano dalla scia della Via Lattea; si tratta di una nebulosa oscura relativamente fredda e tranquilla situata al centro della parte settentrionale di Eridano, quasi completamente priva di dinamiche vigorose e composta da idrogeno molecolare neutro (regione H I), estesa per oltre quattro gradi e dall'aspetto cometario. La sua coda si estende per più di cinque gradi in direzione nordest, perpendicolare al piano galattico, e sfuma in direzione delle regioni centrali del complesso; la nube si sovrappone visivamente al bordo più esterno della Bolla di Eridano, con cui sembrerebbe in interazione. La sua notorietà è dovuta al fatto che si tratta di una delle due sole nubi ad alte latitudini galattiche ad ospitare, seppur in scala molto ridotta, dei fenomeni di formazione stellare.
La struttura della nebulosa è divisibile in tre regioni a densità maggiore collegate fra loro da un mezzo interstellare più rarefatto; dal centro partono due filamenti di polveri che si dirigono in direzione nordest ed est. Studiando la densità delle varie sottostrutture della nube si è ipotizzato che soltanto le parti più dense possano essere considerate gravitativamente legate, mentre le altre strutture non sarebbero vincolate. Nei pressi della regione con la più alta densità si trovano due piccole stelle di pre-sequenza principale poco appariscenti e circondate da nebulosità, individuate anche agli infrarossi: la prima è catalogata come L 1642-1 (o, secondo la nomenclatura delle stelle variabili tradizionale, EW Eridani), la seconda L 1642-2. Quest'ultima è anche la responsabile del vento stellare che sospinge i getti di gas dell'oggetto HH 123, scoperto all'inizio degli anni novanta; possiede una forma allungata e priva di una forma ben definita, con indizi nella sua struttura che farebbero pensare alla presenza di due bow shock diretti in direzioni opposte fra loro.

### Altre nubi
La parte più meridionale del complesso, a sud di Rigel, è costituita dalla nube LBN 991; si trova circa otto gradi a sudovest di Orion A e contiene al suo interno una sorgente di raggi X, RX J0513.4-1244. Questa nube, situata entro i confini della costellazione della Lepre, è catalogata come nebulosa diffusa brillante, sebbene sia molto poco appariscente. La presenza di una stella T Tauri, coincidente con la sorgente a raggi X, indica che nella nube sono stati in atto dei fenomeni di formazione stellare, seppur in scala molto ridotta.
LBN 906 e LBN 917 sono due piccole nubi dall'aspetto cometario situate nella costellazione di Eridano; si trovano relativamente vicine fra loro e sarebbero delle piccole porzioni di gas molecolare espulse dalla regione di Orione, o in alternativa, dei bozzoli aggregati dall'interazione con la superbolla in espansione che circonda il Complesso di Orione, dunque connesse direttamente alla Bolla di Eridano. Nei pressi delle due nebulose è nota una sorgente IRAS, catalogata come IRAS 04451-0539, che coincide con una stella T Tauri; è stata riconosciuta come tale in base all'analisi delle sue emissioni H e al forte assorbimento del Li.

## La regione di Lambda Orionis

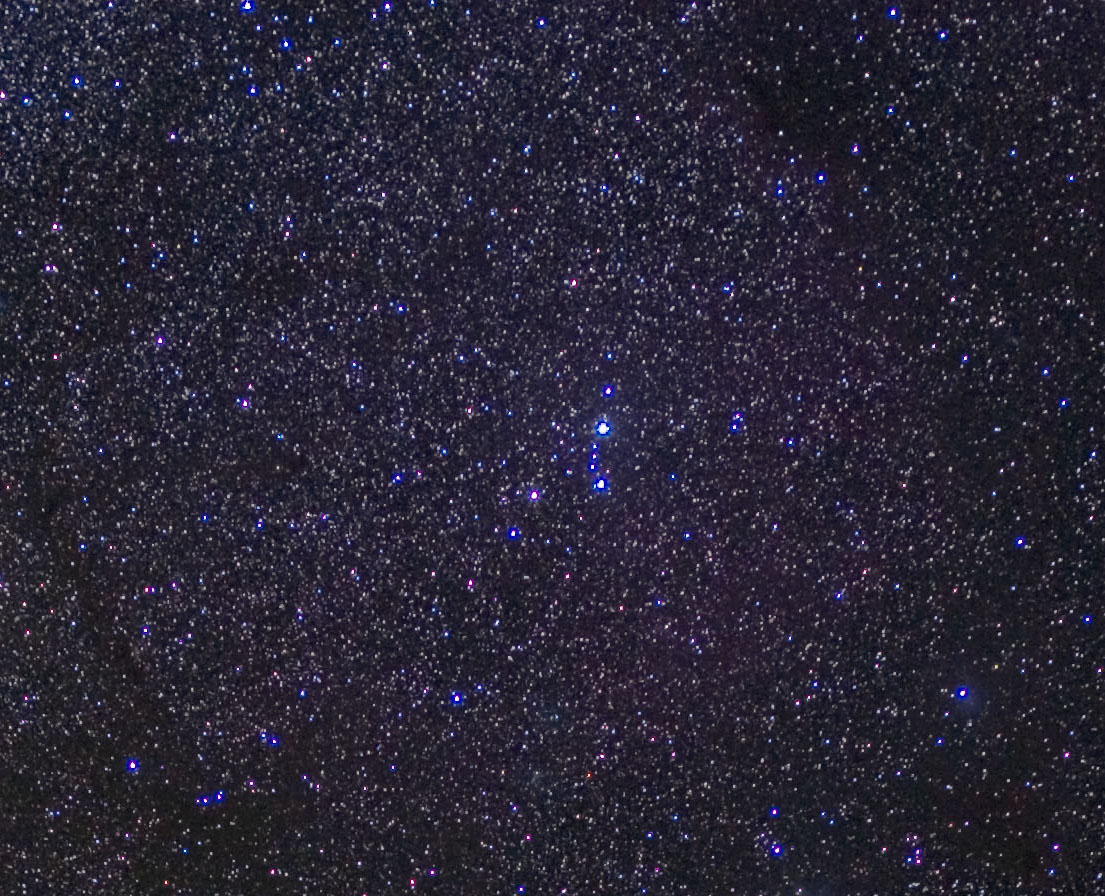
La regione di Lambda Orionis.

Nella parte più settentrionale del complesso, a nord del grande quadrilatero di stelle che costituisce l'ossatura della costellazione di Orione, si trova una piccola associazione OB relativamente brillante, catalogata come Cr 69 e nota come Associazione di Lambda Orionis; la sua stella dominante, λ Orionis (Heka), è ben visibile ad occhio nudo e domina il gruppo composto da una dozzina di stelle azzurre di classe spettrale B. Le componenti dell'associazione sono tutte ben visibili anche con un binocolo. La distanza dell'associazione è stimata sui 400 pc, che corrispondono a un diametro reale di circa 55 pc per la nebulosa ad essa associata.
Secondo i modelli evolutivi l'associazione sarebbe in uno stadio relativamente avanzato, essendo le sue componenti gravitazionalmente poco legate fra loro; l'età media delle sue stelle si aggira sui 6 milioni di anni.
λ1 Orionis è una stella di classe O 8 III (una gigante blu) ed è la principale ionizzatrice di un grande sistema di gas ionizzato dalla forma grosso modo simmetrica e ben visibile agli infrarossi, dal diametro di circa otto gradi e leggermente più luminosa nel lato occidentale; al suo interno sono noti circa un'ottantina di oggetti, di cui la gran parte è costituita da stelle Ae/Be di Herbig e giovani stelle T Tauri, indice questo che la nube ospita fenomeni di formazione stellare di stelle di massa intermedia o piccola. La nube è catalogata come Sh2-264 e la parte più interna, vicina alle stelle eccitatrici, mostra segni di espansione; si sospetta che questa espansione sia stata causata dall'esplosione di una supernova di tipo II avvenuta circa 300.000 anni fa o poco più, alterando quella che in origine era una nube relativamente piatta. Secondo la stessa ipotesi, che considera anche il moto proprio della stella λ Orionis, questa supernova sarebbe stata originata da una compagna della stessa λ Orionis, evolutasi più velocemente a causa della sua massa maggiore e quindi concludendo prima il suo ciclo vitale. Attorno alla nube principale sono presenti alcune nubi angolarmente distanti ma facenti parte dello stesso complesso, come Sh2-262 e Sh2-265, visibili a sudovest.

### Libri

#### Opere generali
- (EN) Stephen James O'Meara, Deep Sky Companions: Hidden Treasures, Cambridge University Press, 2007, ISBN 0-521-83704-9.
- (EN) Robert Burnham, Jr, Burnham's Celestial Handbook:  Volume Two, New York, Dover Publications, Inc., 1978.
- (EN) Chaisson, McMillan, Astronomy Today, Englewood Cliffs, Prentice-Hall, Inc., 1993, ISBN 0-13-240085-5.
- (EN) Thomas T. Arny, Explorations:  An Introduction to Astronomy, 3 updatedª ed., Boston, McGraw-Hill, 2007, ISBN 0-07-321369-1.
- AA.VV, L'Universo - Grande enciclopedia dell'astronomia, Novara, De Agostini, 2002.
- J. Gribbin, Enciclopedia di astronomia e cosmologia, Milano, Garzanti, 2005, ISBN 88-11-50517-8.
- W. Owen, et al, Atlante illustrato dell'Universo, Milano, Il Viaggiatore, 2006, ISBN 88-365-3679-4.
- J. Lindstrom, Stelle, galassie e misteri cosmici, Trieste, Editoriale Scienza, 2006, ISBN 88-7307-326-3.

#### Sull'evoluzione stellare
- (EN) C. J. Lada, N. D. Kylafits, The Origin of Stars and Planetary Systems, Kluwer Academic Publishers, 1999, ISBN 0-7923-5909-7.
- A. De Blasi, Le stelle: nascita, evoluzione e morte, Bologna, CLUEB, 2002, ISBN 88-491-1832-5.
- C. Abbondi, Universo in evoluzione dalla nascita alla morte delle stelle, Sandit, 2007, ISBN 88-89150-32-7.
- M. Hack, Dove nascono le stelle. Dalla vita ai quark: un viaggio a ritroso alle origini dell'Universo, Milano, Sperling & Kupfer, 2004, ISBN 88-8274-912-6.

#### Sul Complesso di Orione
- (EN) Bally, J., Overview of the Orion Complex, in Handbook of Star Forming Regions, Volume I: The Northern Sky ASP Monograph Publications, vol. 4, dicembre 2008,  p. 1.
- (EN) Mathieu, R. D., The λ Orionis Star Forming Region, in Handbook of Star Forming Regions, Volume I: The Northern Sky ASP Monograph Publications, vol. 4, dicembre 2008,  p. 1.
- (EN) Alcalá, J. M.; Covino, E.; Leccia, S., Orion Outlying Clouds, in Handbook of Star Forming Regions, Volume I: The Northern Sky ASP Monograph Publications, vol. 4, dicembre 2008,  p. 1.

### Carte celesti
- Toshimi Taki, Taki's 8.5 Magnitude Star Atlas, su geocities.jp, 2005. URL consultato il 7 novembre 2010 (archiviato dall'url originale il 5 novembre 2018). - Atlante celeste liberamente scaricabile in formato PDF.
- Tirion, Rappaport, Lovi, Uranometria 2000.0 - Volume I - The Northern Hemisphere to -6°, Richmond, Virginia, USA, Willmann-Bell, inc., 1987, ISBN 0-943396-14-X.
- Tirion, Sinnott, Sky Atlas 2000.0, 2ª ed., Cambridge, USA, Cambridge University Press, 1998, ISBN 0-933346-90-5.
- Tirion, The Cambridge Star Atlas 2000.0, 3ª ed., Cambridge, USA, Cambridge University Press, 2001, ISBN 0-521-80084-6.

### Argomenti generali
- Orione (costellazione)
- Nebulosa
- Nebulose nella cultura popolare

### Argomenti specifici
- Anello di Barnard
- Bolla di Eridano
- Braccio di Orione
- Complesso nebuloso molecolare di Orione
- Nebulosa di Orione
- Oggetti non stellari nella costellazione di Orione

### Fenomeni e oggetti correlati
- Associazione OB
- Formazione stellare
- Nube molecolare gigante
- Regione H II
- Stella gigante blu
- Stella supergigante blu
- Superbolla